# Liste der Biografien/Reip
Liste der Biografien |
Portal Biografien |
Personensuche
# |
A |
B |
C |
D |
E |
F |
G |
H |
I |
J |
K |
L |
M |
N |
O |
P |
Q |
R |
S |
T |
U |
V |
W |
X |
Y |
Z |
?
 
Ra |
Rb |
Rd |
Re |
Rh |
Ri |
Rj |
Rk |
Rl |
Rm |
Rn |
Ro |
Rr |
Rs |
Rt |
Ru |
Rv |
Rw |
Rx |
Ry |
Rz
 
Rea |
Reb |
Rec |
Red |
Ree |
Ref |
Reg |
Reh |
Rei |
Rej |
Rek |
Rel |
Rem |
Ren |
Reo |
Rep |
Req |
Rer |
Res |
Ret |
Reu |
Rev |
Rew |
Rex |
Rey |
Rez
 
Reib |
Reic |
Reid |
Reie |
Reif |
Reig |
Reih |
Reij |
Reik |
Reil |
Reim |
Rein |
Reip |
Reir |
Reis |
Reit |
Reiv |
Reiw |
Reix |
Reiz
Die Liste der Biografien führt alle Personen auf, die in der deutschsprachigen Wikipedia einen Artikel haben. Dieses ist eine Teilliste mit 8 Einträgen von Personen, deren Namen mit den Buchstaben „Reip“ beginnt.

## Reip
- Reip, Hans (1906–1984), deutscher Sportfunktionär, Journalist und Autor

### Reipe
- Reipert, Klaus-Ulrich (* 1940), deutscher Politiker (CDU), MdA
- Reipert, Uwe (* 1960), deutscher Heraldiker und Grafiker

### Reipk
- Reipka, Jürgen (1936–2013), deutscher Maler

### Reipr
- Reiprich, Kurt (1934–2012), deutscher Philosoph und Hochschullehrer
- Reiprich, Siegfried (* 1955), deutscher Bürgerrechtler und SchriftstellerSiegfried Reiprich (* 1955)

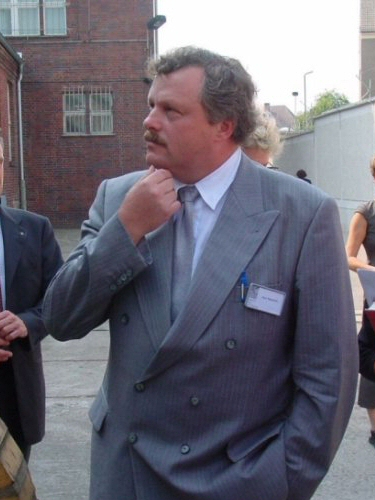
Siegfried Reiprich (* 1955)

### Reips
- Reips, Paula (* 2001), deutsche Handballspielerin
- Reipsch, Horst (1925–2015), deutscher Jazz- und Unterhaltungsmusiker, Schlagerkomponist und Arrangeur